# 意拳站桩
意拳站樁為中國武術家王薌齋所創，是意拳的基本功夫，可分為養生樁與技擊樁，均在相對靜止的狀態下進行訓練，以體會「不動之動」的微動。其基本要點是精神集中、周身放鬆、呼吸通暢自然。
通過站樁的訓練使人體達到協調統一，肢體間處處連通成為一個整體，達到「一動無不動」的狀態，練成自身感覺的高度敏感協調，並且經由「鬆緊轉換」的訓練，培養整體的彈力，做到「無點不彈簧」，而能在技擊中發揮作用。
其作用若從養生的角度講，只此「凝神定意」一站，即可使精神意志、氣血筋骨都得到鍛鍊；若從技擊的角度講，只此一站，則可於「無力中求有力，拙笨中求靈巧，微動中求迅速」。

## 爭議
有人認為意拳站樁屬於氣功的一種。
意拳站樁是意拳的基本功夫，屬於中國武術，不是氣功。意拳第二代傳人韓星垣生前曾不厭其煩的對學生說：「什麼叫氣，我練拳幾十年了，都不知道什麼叫氣！」

## 站樁
（一）站樁   
站樁為意拳本中之本，試力為得力之由。意拳創立之初，基本類型分五個： 
1.三才樁  
2.渾元樁 
3.伏虎樁
4.降龍樁 
5.子午樁
三才及渾元樁，為諸樁萬法之本，須依次體會，掌握要求，才可試力。 試力是將樁法的感受應用到身手各部爭力上，摩擦步便是步型的試力。 

<1>三才樁
又名健身樁、養生樁。屬正面樁。
輔助樁可分類有： 
撐抱樁、 
外撐樁、 
扶抱樁、 
扶按樁。  
主要體會及要求：
1.　肩架定型  
2.　鬆緊定型  
3.　環抱膨脹  
4.　手出感覺  
5.　耐力訓練 
6.　連通全身 

<2>渾元樁 
又名技擊樁。屬側面樁。
輔助樁可分類有：  
俯抱樁、 
俯按樁、 
外撐樁、
墩寶貝。 
要經過三才樁的艱苦長期耐力鍛鍊，身型手足穩定，體會感覺後，才能練習此樁。  
此樁主要體驗出 
上拔、下裁、前推、後拉、左搬、右移的六面爭力。 即全方位的渾元力 。  

<3>伏虎樁
又名大環樁。是加強耐力及後腿蹬彈與肩擔豎力。 

<4>降龍樁   
主練後足至背而手之擰動。 

<5>子午樁  
練習獨立單腳的支撐力及單足踩踢力。